# ダイナソーハンティング 〜失われた大地〜
『ダイナソー・ハンティング～失われた大地～』（ダイナソー・ハンティング～うしなわれただいち）は、2003年9月18日にマイクロソフトから発売されたXbox用ゲームソフト。

## 概要
足跡や糞、死体などの痕跡からターゲットとなる恐竜の生息地と最も効果の高い麻酔薬の調合を探り当て、風向きや障害物を利用しながら恐竜に見つからないように接近し捕獲するなど本格的に狩猟を意識した構成となっている。
基本的な流れとしては各ステージにおいてプレイヤーに依頼された「メインターゲット」の恐竜を捕獲し「ベースキャンプ」に帰還すればクリアとなるが他のハンター達が狙う「サブターゲット」、隠しキャラ的な「レアターゲット」を捕獲する事で更に多額の報酬を得る事が出来る。
日本のみの発売だが、アメリカでは、Metro3D, Inc.がゲーム公開し、Metro3D, Inc.が2004年に北米での発売予定していたが、結局発売されなかった。

## ストーリー
1910年。アマゾンの奥地で消息を絶ち、3年ぶりに帰還した地質学者ノートン・クラスト博士からギアナ高地に絶滅を免れた恐竜が生息している事を打ち明けられた鉄鋼王アンドリュー卿は極秘裏に恐竜の保護を目的とした非公式財団「アーク財団」を設立する。火山の噴火が間近に迫るギアナ高地から恐竜達を救い出すため財団は52名の隊員からなる大規模な保護チームを派遣するが、あまりにも強大な恐竜の前にチームは壊滅し捕獲作戦は失敗に終わってしまう。この失敗を踏まえ財団は作戦の方針を少数精鋭へと切り替え、世界でも最も優秀な4名のハンターを召集し彼らに恐竜の捕獲を依頼した。
いまだ人類の侵入を拒む未開の大地で史上空前の捕獲作戦が始まる。

## 登場キャラクター
マローン・スタイン
1883年7月30日生まれ。身長178cm。本作の主人公であるアメリカチームのハンター。後述の惨劇の山事件を単身で解決した事を始めに数々の困難なハンティングに成功した他、冒険家ロバート・ピアリーと共に北極点に到達したとされた事で世界最高のハンターとしての名声を得る。物静かで冷静な人物だがハンターとしての気高さと不屈の意志を秘めた熱い心の持ち主。
ケイティ・ホワイト
1891年1月23日生まれ。身長163cm。アメリカチームのサポート隊員。アンドリュー・カーネギーの孫娘。幼少の頃からカーネギー博物館を遊び場所にし、飛び級で進学したハーバード大学で生物考古学と古生物学を専攻する才女。惨劇の山事件で両親をマローンに救われており、今回の作戦では豊富な知識を活かして彼をバックアップする事を志願する。
アルゴ
マローンの相棒の猟犬。ゲーム中では恐竜の痕跡や茂みに潜んでいる恐竜の存在をプレイヤーに教える。アメリカチームはマローンとケイティ、アルゴの二人と一匹のみで構成されている。
ジャンヌ・デュモン
1887年11月9日生まれ。身長173cm。フランスチームのハンター。冒険家ジュール・セバスチャン・デュモンの孫娘にあたる女性。名門出身としてのプライドとハンターとしての絶対の自信を併せ持ち、嗅覚の鋭い恐竜が闊歩するギアナ高地においても匂いの強い香水（ムスク）をつけている。対抗心からマローンに傲慢な態度を取り度々つっかかるがマローンと行動を共にする度じょじょに心を開いていく。いわゆるツンデレ。
グレゴリー・バニング
1874年5月13日生まれ。身長203cm。カナダチームのハンター。少年時代から狩りを始め大型肉食動物などの危険な獲物を好むベテラン。2mを越える巨体に長く伸ばした髭といった外観に違わず豪快で大らかな性格の持ち主だが一方で金銭や名声に強い執着を見せる事がある。
アーサー・コナン・ドイル
1859年生まれ。身長182cm。イギリスチームのハンター。シャーロック・ホームズシリーズ、失われた世界で知られる小説家。ステロタイプな英国紳士として描かれており常に丁寧な言葉使いで話す温和な人物。マローン曰く「食えないじいさん」。ギアナ高地に熱気球「チャレンジャー号」を持ち込んでいる。

## 登場する武器
ハンドガン
リボルバー式の拳銃。連射可能で弾薬も入手しやすいが威力が弱い。
ショットガン
広範囲に麻酔弾をばらまき複数の恐竜を眠らせられる散弾銃。威力もかなり高いが弾薬が高価である。
ライフル
スコープを用いて遠距離にいる恐竜を狙撃できる小銃。通常の麻酔弾の他に3種類の成分を調合した麻酔弾を撃つ事が可能であり、最も効果的な調合を行った弾丸を用いれば大型恐竜でも一撃で眠らせる事が出来る。
閃光弾
強い光を発し一時的に恐竜の動きを止められる。

## 登場する恐竜
- アナトティタン
- アパトサウルス
- アマルガサウルス
- アルバートサウルス
- アロサウルス

オープニングから登場しマローンが初めて遭遇した恐竜。洞窟でスーパーサウルスと戦いを始めた所に乱入したマローンと再戦する。
- アンキロサウルス

代表的な鎧竜。先端に大きな骨塊のついた尾をハンマーの様に振り回して身を守っていたと推測されているが本作ではアルマジロの様に身を丸め転がりながら突進してくる。
- アンペロサウルス
- イグアノドン
- ウエロサウルス

オウラノサウルスと同様に体色を自在に変える能力を持つ。
- オウラノサウルス

背中に大きな背びれを持つ草食恐竜。体色を自在に変化させ周囲の風景に完全に溶け込む特殊な能力を持つ恐竜として描かれている。
- ガストニア

アンキロサウルスと同様に身を丸めて防御を行う。積極的な攻撃は仕掛けて来ないが警戒を解くまでは防御体勢を取り続ける用心深さを持つ。
- カルノタウルス

大型の肉食恐竜。発達した嗅覚と常に2匹で行動する習性を持つ事で視力の弱さを補っている。
- ケラトサウルス変異種

実物は鼻と目の上にごく小さな角と瘤状の突起を持つ中型の肉食恐竜だが、本作ではティラノサウルスやスピノサウルスなどの大型肉食恐竜を上回る巨体と肥大化した長大な3本の角を持ち、さらには前足の付け根と尾の末端を始め体の各部に巨大な骨板とスパイクを備えた実際のものとは極めてかけ離れた姿の突然変異体が登場する。アルビノでもありノートン博士はその姿と凶暴性から悪魔と呼んでいた。
- ケントロサウルス
- コンプソグナツス
- シュノサウルス
- スーパーサウルス
- スティギモロク
- スティラコサウルス
- ステゴサウルス
- スピノサウルス
- ディノニクス

序盤から中盤にかけて多数登場する小型肉食恐竜。前足と尾の先端に羽毛が生えている。実物は後述のドロマエオサウルスやベロキラプトルよりも大型の恐竜だが本作ではかなり小さめに描かれている。
- ティラノサウルス

特定の条件を満たす事でアルビノの個体が登場する。
- ディロフォサウルス

映画ジュラシックパークと同じく襟巻きを持ち毒液を吐いて攻撃してくるが体の大きさは実物に近い。
- テリジノサウルス

でっぷりとした巨大なペンギンの様な体型や間の抜けた動作などコミカルな姿で描かれている。
- トリケラトプス
- トロサウルス
- ドロマエオサウルス

ディノニクスより大型の肉食恐竜。頭部にヘビクイワシの様な冠羽が生え尾の羽毛もディノニクスより多い。
- パキケファロサウルス
- パラサウロロフス
- バリオニクス
- ヒプシロフォドン
- ブラキオサウルス
- ペレカニミムス
- ベロキラプトル

実物はドロマエオサウルス科の恐竜の中では小型の種類だが本作ではディノニクスやドロマオエサウルスよりも大型の恐竜として描かれている。全身がコンゴウインコの様な赤色の派手な羽毛で覆われており冠羽もより大きな物になっている。ゲーム中のある場所ではさらに巨大なアルビノの個体が登場する。
- マイアサウラ
- ユーオプロケファルス

本作に登場する鎧竜の中では例外的に尾を振り回して攻撃を行う。

### 恐竜以外の古生物
- エラスモサウルス
- ケープライオン
- ケツァルコアトルス
- サーベルタイガー
- ディアトリマ

大方の復元図とは異なり極彩色の羽毛と冠羽を生やした巨大な七面鳥の様な姿となっている。
- ディメトロドン
- ドードー

銃を撃たなければ間近で観察することができる。翼をはばたかせても墜落し、眠らせればゴロ寝するという可愛げのある姿を見せる。
- フォボスクス
- プテラノドン
- プレシオサウルス
- マンモス
- モア
- ランフォリンクス

## 用語
アーク財団
アンドリュー卿が私財を投入して設立した非公式の財団。カーネギー博物館の地下に本部が設置されているとされる。恐竜に多額の賞金をかける形でマローン達を雇っている他、捕獲した恐竜の搬送を行う専門のスタッフも抱えており専用の大型飛行船や装甲車を保有するなど豊富な資金力を持つ。
惨劇の山事件
1904年。カナダの山中にて地元のハンターに手傷を負わされた巨大な熊がふもとの村を襲撃し多数の死者を出した事件。駆除に乗り出した者の多くが返り討ちに遭い、更に雪崩の危険から銃の使用も阻まれ退治を断念するハンターが続出する中、マローンのみが巨大熊を長期間追跡し、ただ一発の弾丸で仕留める事に成功した。この事件でケイティの父親が問題の熊によって片腕を奪われる重傷を負うもののたまたま居合わせたマローンによって一命を取り留めている。